# Байрак (Липоводолинский район)
Ба́йрак (укр. Байрак) — село, Байракский сельский совет,
Липоводолинский район, Сумская область, Украина. Код КОАТУУ — 5923280401. Население по переписи 2001 года составляло 734 человека.
Село Байрак образовано слиянием хуторов: Байрак , Байрак 2-й, Михайловка, Ющенковка, Александровка после 1945 года
Является административным центром Байракского сельского совета, в который, кроме того, входят сёла
Долгая Лука и Липовское.

## Географическое положение
Село Байрак находится на расстоянии до 1,5 км от сёл Долгая Лука и Червоногорка.
По селу протекает пересыхающий ручей с запрудой.

## История
- Село Байрак основано в первой половине XIX века.

## Происхождение названия
Слово байрак происходит от тюркского «балка»; так обычно называется сухой, неглубоко взрезанный овраг, зачастую зарастающий широколиственным лесом.
Слово байрак распространено на юге Европейской части СССР, в лесостепной и степной зоне. От названия «байрак» происходит название байрачных лесов, где растут обычно следующие породы деревьев — дуб, клён, вяз, ясень, липа.
На территории Украины имелись минимум 19 сёл и посёлков с названием Байрак, из них шесть - в Харьковской области и два - в Сумской в их современных границах. Село входило сначала в Харьковскую; с 1939 года - в Сумскую область.

## Экономика
- «Байрак», агрофирма, ООО.

## Объекты социальной сферы
- Школа.
- Фельдшерско-акушерский пункт.